# The Kid – Image ist alles
The Kid – Image ist alles (The Kid) ist eine US-amerikanische Filmkomödie von Jon Turteltaub, die im Jahr 2000 produziert wurde. In der Hauptrolle ist Bruce Willis zu sehen.

## Handlung
Russell Morgan Duritz lebt in Los Angeles und ist Imageberater. Er ist in seinem Beruf äußerst erfolgreich, hat aber weder zu seinem Vater Sam noch zu seiner jüngeren Schwester Janet oder deren Kindern eine gute Beziehung. Tatsächlich empfindet er Mitleid für ältere Menschen als eine Todsünde. Seine einzige Freundin, welche ihn noch nicht aufgegeben hat, ist seine jüngere Arbeitskollegin Amy, welche praktisch das Gegenteil von ihm darstellt.
Kurz vor seinem 40. Geburtstag taucht Rusty, Russells achtjähriges Alter Ego, auf. Der kleine Rusty kann nicht fassen, was einmal aus ihm werden wird: ein unverheirateter, vereinsamter Yuppie – kein Pilot und ohne einen Hund namens Chester! Der abweisende Russell glaubt zunächst, an Halluzinationen zu leiden. Er wird dann an seine schwere Kindheit erinnert, die er sein ganzes Leben lang zu verdrängen versucht hatte. Er versucht nun gemeinsam mit Rusty, etwas an seinem Leben zu ändern.
Durch einen Rückblick in die Vergangenheit offenbart sich die Tragödie in Russels Leben: seine herzkranke Mutter wird bald sterben. Aus Angst vor der Aussicht, Rusty alleine großziehen zu müssen, versucht sein Vater ihn zu überreden, schneller erwachsen zu werden. Dies erklärt Russels späteres Augenzucken und seine Distanz zu seinem Vater und dem Rest seiner Familie, aber auch seine Kontaktscheu.
Russell und Rusty sehen danach die Zukunft des Jahres 2030, in der der 70-jährige Russell glücklich verheiratet ist, vier Kinder hat und einen Hund namens Chester besitzt. Rusty verschwindet. Russell offenbart seiner Kollegin Amy seine Liebe.

## Kritiken
- Thomas Schlömer schrieb auf www.filmspiegel.de, der Film sei „sentimental“.[1]
- Lou Lumenick lobte in der New York Post Bruce Willis und kritisierte das Drehbuch.
- Roger Ebert schrieb in der Chicago Sun-Times, der Film sei „warmherzig“. Er lobte die Darstellung von Bruce Willis als „nett“.[2]
- Im Lexikon des internationalen Films heißt es: „Die an Charles Dickens A Christmas Carol angelehnte Geschichte entwickelt […] nur wenig Interesse am moralisierenden Plot, sondern dient in erster Linie als Projektionsfläche für Bruce Willis, der einmal mehr sein Image als Actionheld hinter sich lassen will.“[3]

## Auszeichnungen
Spencer Breslin gewann 2001 den Young Artist Award und wurde für den Saturn Award nominiert. Der Film erhielt als beste Komödie noch eine Nominierung für den Young Artist Award.

## Hintergrund
Der Film wurde in Los Angeles und in Santa Monica gedreht. Seine Produktionskosten betrugen schätzungsweise 65 Millionen US-Dollar. Das Einspielergebnis in den US-Kinos betrug 69,7 Millionen US-Dollar. In den britischen Kinos wurde fast eine Million Pfund Sterling eingespielt.
Der Schauspieler Matthew Perry hat einen Cameo-Auftritt als haariger Informatiker. Er und Bruce Willis spielten im selben Jahr die Hauptrollen in Keine halben Sachen.